# Akenham
Akenham – wieś i civil parish w Anglii, w hrabstwie Suffolk, w dystrykcie Mid Suffolk. Leży 5 km na północny zachód od miasta Ipswich i 109 km na północny wschód od Londynu. Miejscowość liczy 60 mieszkańców.